# العلاقات النمساوية المصرية
العلاقات النمساوية المصرية هي العلاقات الثنائية التي تجمع بين النمسا ومصر.

## مقارنة بين البلدين
هذه مقارنة عامة ومرجعية للدولتين:
| وجه المقارنة                                              | النمسا                                                    | مصر           |
| --------------------------------------------------------- | --------------------------------------------------------- | ------------- |
| المساحة (كم2)                                             | 83.86 ألف                                                 | 1.01 مليون    |
| عدد السكان (نسمة)                                         | 8.81 مليون                                                | 94.80 مليون   |
| الكثافة السكانية (ن./كم²)                                 | 105.06                                                    | 93.86         |
| العاصمة                                                   | فيينا                                                     | القاهرة       |
| اللغة الرسمية                                             | اللغة الألمانية، لغة الإشارة النمساوية ‏                   | اللغة العربية |
| العملة                                                    | يورو، شلن نمساوي، رايخ مارك، شلن نمساوي                   | جنيه مصري     |
| الناتج المحلي الإجمالي (بليون دولار)                      | 416.60 مليار                                              | 235.37 مليار  |
| الناتج المحلي الإجمالي (تعادل القوة الشرائية) بليون دولار | 426.99 مليار                                              | 998.67 مليار  |
| الناتج المحلي الإجمالي الاسمي للفرد دولار أمريكي          | 43.77 ألف                                                 | 3.61 ألف      |
| الناتج المحلي الإجمالي للفرد دولار أمريكي                 | 47.68 ألف                                                 |               |
| مؤشر التنمية البشرية                                      | 0.885                                                     | 0.690         |
| رمز المكالمات الدولي                                      | +43                                                       | +20           |
| رمز الإنترنت                                              | .at                                                       | .eg، .مصر     |
| المنطقة الزمنية                                           | توقيت وسط أوروبا، ت ع م+01:00، ت ع م+02:00، أوروبا/فيينا ‏ | ت ع م+02:00   |

## منظمات دولية مشتركة
يشترك البلدان في عضوية مجموعة من المنظمات الدولية، منها:
| علم المنظمة | اسم المنظمة                               | تاريخ انضمام النمسا | تاريخ انضمام مصر |
| ----------- | ----------------------------------------- | ------------------- | ---------------- |
|             | مؤسسة التنمية الدولية                     | 28 يونيو 1961       | 26 أكتوبر 1960   |
|             | يونسكو                                    | 13 أغسطس 1948       | 22 يناير 1947    |
|             | وكالة ضمان الاستثمار متعدد الأطراف        | 16 ديسمبر 1997      | 12 أبريل 1988    |
|             | الأمم المتحدة                             | 14 ديسمبر 1955      | 24 أكتوبر 1945   |
|             | الفريق المعني برصد الأرض                  | ?                   | فبراير 2005      |
|             | الاتحاد البريدي العالمي                   | ?                   | ?                |
|             | البنك الدولي للإنشاء والتعمير             | 27 أغسطس 1948       | 27 ديسمبر 1945   |
|             | الاتحاد الدولي للاتصالات                  | 1866                | 9 ديسمبر 1876    |
|             | مؤسسة التمويل الدولية                     | 28 سبتمبر 1956      | 20 يوليو 1956    |
|             | المركز الدولي لتسوية المنازعات الاستشارية | 24 يونيو 1971       | 2 يونيو 1972     |
|             | منظمة التجارة العالمية                    | ?                   | 30 يونيو 1995    |
|             | منظمة الشرطة الجنائية الدولية             | ?                   | 7 سبتمبر 1923    |
|             | البنك الإفريقي للتنمية                    | ?                   | 10 سبتمبر 1964   |

## أعلام
هذه قائمة لبعض الشخصيات التي تربطها علاقات بالبلدين:
- ايزاك ديكسون
- إستفان روستي (ممثل مصري، 16 نوفمبر 1891 – 22 مايو 1964)
- فارس رحومة (10 يوليو 1975 – )
- محمد محمود (عسكري نمساوي مصري وقائد أعلى في الدولة الإسلامية في العراق والشام، 18 يونيو 1985 – 28 نوفمبر 2018)
- منى هلا (ممثلة مصرية، 15 يناير 1985 – )

## وصلات خارجية
- موقع وزارة الخارجية النمساوية
- موقع وزارة الخارجية المصرية